# Tempa delle Guardie
Tempa delle Guardie è una frazione del comune di Albanella da cui dista 1,5 km.

## Geografia fisica

### Territorio
La frazione Tempa delle Guardie si estende su alcune piccole colline immediatamente a sud rispetto ad Albanella. La frazione si affaccia, verso sud, sulla stretta valle, che rientra nel comune di Roccadaspide, attraversata dalla Strada statale 166 degli Alburni. Oltre la valle, sempre verso sud, è fronteggiata dal Monte Soprano (1.082 m s.l.m.).

## Monumenti e luoghi d'interesse

### Fontana dei Ciucci
La Fontana dei Ciucci è un'antica fontana con abbeveratoio posizionata lungo una strada che da Albanella porta alle aree coltivate della pianura passando per la frazione Tempa delle Guardie.
Molto utilizzata nei secoli scorsi per rifocillare i contadini e gli asini che, carichi di beni di ogni sorta, di sera ritornavano al paese, nella seconda metà del XX secolo era caduta in disuso.
Nel 2002 è stata completamente restaurata e riportata all'antico splendore con l'apposizione di una targa commemorativa nella quale viene utilizzato l'antico acronimo romano SPQR nella versione SPQAL (Senatus PopulusQue Albanellensis).

## Amministrazione

### Suddivisione amministrativa

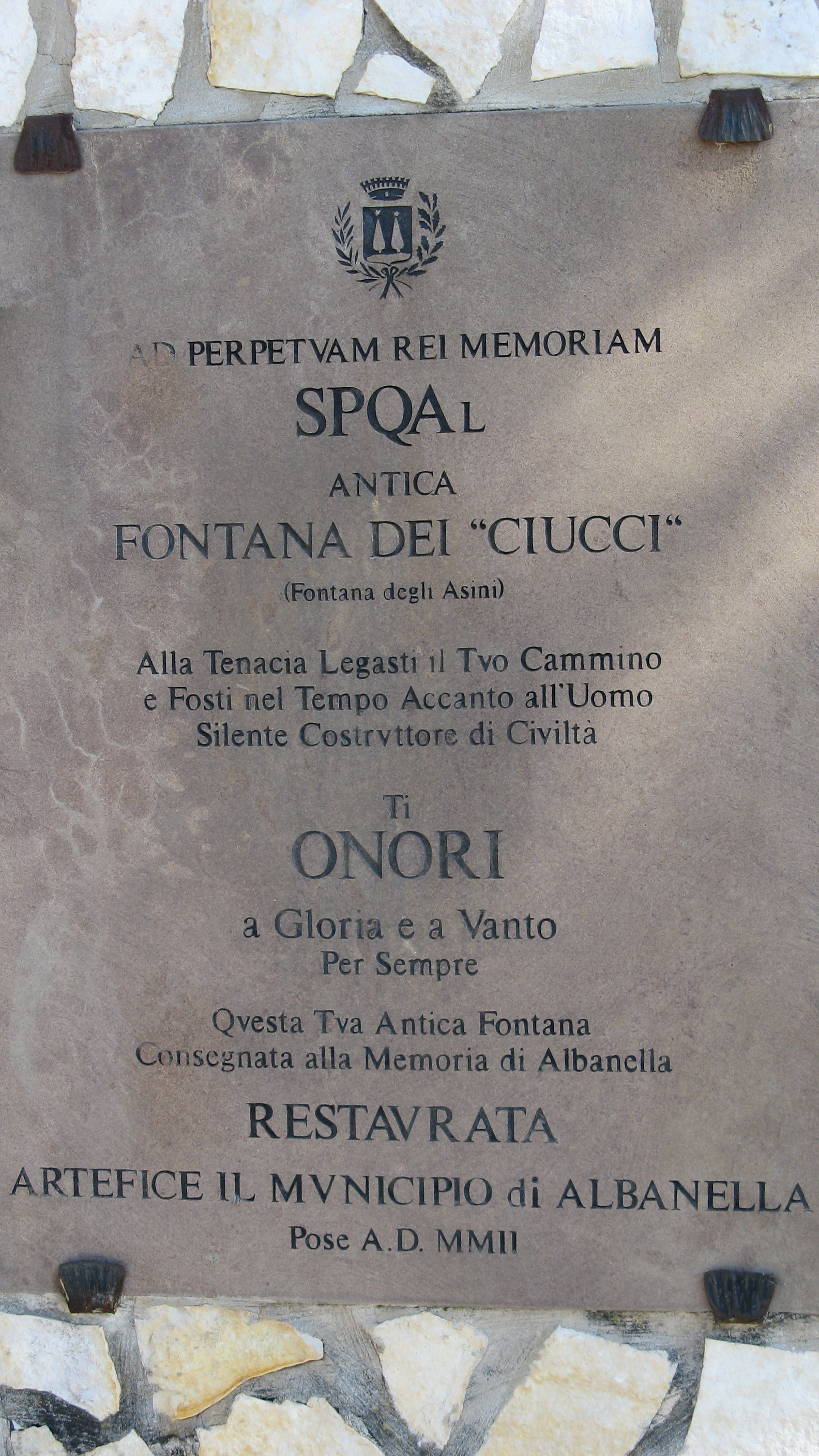
Targa commemorativa

Il territorio della frazione Tempa delle Guardie viene usualmente suddiviso in due parti, quella più orientale è denominata "Tempa delle Guardie prima" e confina con la località "Boccalupo" del comune di Roccadaspide, mentre quella più occidentale è denominata "Tempa delle Guardie seconda".